# Jacopo Fo

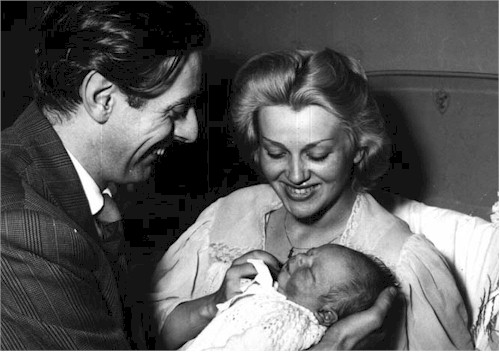
Dario Fo, Franca Rame y Jacopo Fo.

Jacopo Fo (31 de marzo de 1955 (69 años) es un escritor, creador de historietas, director y actor italiano. Es hijo de Franca Rame y Dario Fo, ganador en 1997 del Premio Nobel de Literatura.

## Trayectoria
En 1975 publicó el opúsculo Se ti muovi, ti stato; en él realizaba una defensa de Roberto Ognibene, militante de las Brigadas Rojas, y, en la época de su publicación, autor del homicidio de los militantes fascistas Giuseppe Mazzola y Graziano Girallucci, del Movimiento Social Italiano, y del policía Felice Maritano.
En 1980 proyectó un ciclo de 22 libros vinculados ideológicamente al Mayo del 68: L'Enciclopedia Universale. Come quella di Diderot ma più sexy. L'unica rilegata ancora viva. Publicó por su cuenta el primer volumen: Come fare il comunismo senza farsi male. El segundo volumen, de 1992, Lo Zen e l'arte di scopare, consiguió vender más de 70.000 copias. Ese libro supuso la base de su monólogo de 1994 Sesso? Grazie, tanto per gradire!. El gobierno de Silvio Berlusconi obstaculizó la exhibición de la obra de Fo, lo que fue entendido como una forma de censura.
Jacopo Fo participó de manera prominente en la campaña política de Beppe Grillo y su partido político Movimiento 5 Estrellas de cara a las elecciones generales de Italia de 2013.

## Algunas publicaciones
- Se ti muovi, ti stato prefacio de Lazagna - Ed. Ottaviano 1975
- Il Karamè - Giunti Demetra (1993)
- Come fare il buddista senza farsi male - Giunti Demetra (1994)
- Sulla naturale superiorità della donna - Giunti Demetra (1994)
- Parlare inglese come toro seduto - Giunti Demetra (1995)
- Diventare Dio in 10 mosse - Demetra 1996
- Cervelli Verdi Fritti - Demetra (1996)
- Guarire ridendo - Mondadori 1997
- '68: C'era una volta la rivoluzione (con Sergio Parini) - Feltrinelli 1997
- La scopata galattica - Nuovi Mondi 1999
- Ti amo, ma il tuo braccio destro mi fa schifo, tagliatelo! - Mondadori 1999
- Enciclopedia del Sesso Sublime - Fabbri (1999)
- Gesù amava le donne e non era biondo (Tutto quello che non ti dicono al catechismo) - Nuovi Mondi 2000
- La dimostrazione chimica dell'esistenza di Dio - Nuovi Mondi 2000
- Il mio angelo custode si è suicidato - (con Davide Rota) - Nuovi Mondi (2000)
- Schiave ribelli - escrito con Laura Malucelli - Nuovi Mondi Media (2001)
- Duemila anni di crimini nel nome di Gesù - Nuovi Mondi 2001
- Operazione Pace - Nuovi Mondi 2001
- 22 cose che la sinistra deve fare e non ha ancora fatto - (con Dario Fo y Franca Rame - Nuovi Mondi (2002)
- Il calzino che non puzza e la sogliola che finge l'orgasmo - Nuovi Mondi (2002)
- Lo Zen e l'arte di scopare - Demetra 2002
- Dio c'è e vi saluta tutti - Mondadori
- La grande truffa delle piramidi - Nuovi Mondi
- Il diavolo ha i piedi per terra - Nuovi Mondi
- Il libro nero del Cristianesimo - con Sergio Tomat y Laura Malucelli - Nuovi Mondi Media (2005)
- Olio di colza e altri 30 modi per risparmiare, proteggere l'ambiente e salvare l'economia italiana - l'Unità (2005)
- La società dei desideri - Nuovi Mondi (2006)
- Napoli nel sangue - con Di Maio, Sorace, Sinicatti, Genovese, Canova, Calabria, Napolitano - Nuovi Mondi (2006)
- Per nessuna ragione al mondo - Nuovi Mondi (2006)
- Morbide Galassie - Nuovi Mondi (2006)
- Mamme Zen - con Monica Traglio - Giunti Demetra (2008)
- Non è vero che tutto va peggio (con Michele Dotti) - EMI 2008
- Salvare l'ambiente conviene - Nuovi Mondi Media (2008)
- Yoga Demenziale - Fazi (2009)
- La corretta manutenzione del maschio - Guanda (2009)
- Fatture, Tarocchi e Malocchi - Jacopo Fo s.r.l. (2010)
- L'operaia nuda, il diavolo e la rivoluzione!!! - Jacopo Fo s.r.l. (2010)
- Ho 14 anni e non sono una stronza - Jacopo Fo s.r.l. (2010)
- Distruggete la Masanto! - Jacopo Fo s.r.l. (2010)
- L'erba del Diavolo - (con Nina Karen) - Flaccovio (2011)